# Namrówka Ravoux'a
Namrówka Ravoux'a (Epimyrma ravouxi) – gatunek mrówki z podrodziny Myrmicinae. Ma zasięg śródziemnomorski.

## Występowanie
Gatunek śródziemnomorski, zasięg występowania obejmuje Hiszpanię, Francję, Niemcy, Szwajcarię, Austrię, Włochy, Bułgarię, byłą Jugosławię, Grecję i Korsykę. W Polsce spotykany w Pieninach, na terenie Pienińskiego Parku Narodowego. Gatunek wymieniony w Polskiej Czerwonej Księdze Zwierząt.

## Morfologia
Robotnice długości 2,7–3,5 mm. Barwa ochrowożółta lub brązowożółta.

## Biologia
Gatunek kserotermofilny. Jak wszystkie mrówki z rodzaju Epimyrma są pasożytami społecznymi. Robotnice przeprowadzają rajdy do mrowisk gospodarzy, którymi są mrówki z rodzaju Leptothorax (podrodzaju Myrafant).